# Transtorno bipolar pediátrico
O transtorno bipolar em crianças, ou transtorno bipolar pediátrico (TBP), é um transtorno mental em crianças e adolescentes que, como o transtorno bipolar (TB) em adultos, é caracterizado por mudanças extremas de humor e comportamento que variam de estados de humor deprimidos ou irritáveis a estados de ânimo elevados chamados episódios maníacos ou hipomaníacos. Essas mudanças às vezes são rápidas, mas geralmente são graduais. A idade média de início do TBP não é clara, mas o risco aumenta com o início da puberdade. O TBP é tipicamente mais grave e tem um pior prognóstico do que o TB com início no final da adolescência ou na idade adulta.
O DSM especificou que os critérios para TB podem ser aplicados a crianças desde 1980. No entanto, os critérios exatos para o diagnóstico de TBP permanecem controversos e fortemente debatidos. Existem grandes diferenças na frequência com que é diagnosticado nas clínicas e em diferentes países. Houve um rápido aumento nas pesquisas sobre o assunto, mas o treinamento e a prática clínica ficaram para trás.
Identificar o TB na juventude é um desafio. Embora os adultos com TB frequentemente tenham períodos distintos de depressão e mania que duram semanas, meses ou mais, os jovens diagnosticados com TB frequentemente apresentam sintomas depressivos e maníacos que ocorrem diariamente, e às vezes simultaneamente, como mudanças rápidas ou períodos de humor negativo com elevados níveis de energia. Os transtornos comórbidos tornam difícil determinar quais sintomas são sinais de TB e quais são decorrentes de outros transtornos (como, por exemplo, transtorno obsessivo-compulsivo (TOC), transtorno do déficit de atenção e hiperatividade (TDAH) ou problemas comportamentais), levando a complicações no tratamento. Por exemplo, um tratamento comum para o TOC são os inibidores seletivos de recaptação de serotonina (ISRSs); no entanto, os ISRSs podem levar a instabilidade emocional e, por isso, piorar o TB.

## Diagnóstico
O diagnóstico é feito com base numa entrevista clínica por um psiquiatra ou outro profissional da saúde mental licenciado. Não há exames de sangue ou neuroimagens capazes de diagnosticar o TB A obtenção de informações sobre o historial familiar e o uso de questionários e listas de verificação são úteis para fazer um diagnóstico preciso. As ferramentas de avaliação commumente usadas incluem o K-SADS (Cronograma infantil para transtornos afetivos e esquizofrenia), o Cronograma de entrevista diagnóstica para crianças (DISC) e a Escala de Avaliação de Mania Infantil (CMRS).

### Sinais e sintomas
Tanto no DSM-5 da Associação Americana de Psiquiatria quanto no CID-10 da Organização Mundial da Saúde, os mesmos critérios usados para diagnosticar TB em adultos são usados para fazer o diagnóstico em crianças, com alguns ajustes para levar em conta as diferenças de idade e estágio de desenvolvimento. Por exemplo, o DSM-5 especifica que, em crianças, os episódios depressivos podem se manifestar como um humor inrritável persistente.
No diagnóstico de episódios maníacos, é importante comparar as mudanças no humor e no comportamento com o humor e os comportamentos normais da criança em consideração, em vez de com outras crianças ou adultos. Por exemplo, a grandiosidade (isto é, superestimação irreal da inteligência, talento ou habilidades de alguém) é normal em vários graus durante a infância e a adolescência. Portanto, a grandiosidade só é considerada um sintoma de mania em crianças quando as crenças são mantidas apesar de serem apresentadas com evidências concretas do contrário ou quando a criança é levada a tentar atividades que são claramente perigosas e, mais importante, quando as crenças grandiosas são uma mudança óbvia da visão normal que a criança tem de si mesma quando não está a sofrer de um episódio.

### Controvérsia
O diagnóstico do TB na infância é controverso, embora se reconheça que os sintomas típicos do TB sejam disfuncionais e tenham consequências negativas para os menores que sofram delas. A discussão principal está centrada em se o que é chamado de TB em crianças se refere ao mesmo transtorno que é referido nos adultos, e a questão relacionada sobre se os critérios de diagnóstico dos adultos são úteis e precisos quando aplicados a crianças.  Mais especificamente, a discussão principal sobre o diagnóstico em crianças gira em torno da sintomatologia da mania e as suas diferenças entre crianças e adultos.
Os critérios diagnósticos podem não separar corretamente as crianças com TB de outros problemas, como TDAH ou mudanças rápidas de humor.

## Tratamento
Os medicamentos podem conduzir a efeitos colaterais significativos, portanto, recomenda-se que as intervenções sejam monitoradas de perto e que as famílias dos pacientes sejam informadas dos diferentes problemas que possam surgir. Os antipsicóticos atípicos são mais eficazes do que os estabilizadores de humor, mas têm mais efeitos colaterais Os antipsicóticos típicos podem causar ganho de peso, bem como outros problemas metabólicos, incluindo diabetes mellitus tipo 2 e hiperlipidemia . Efeitos secundários extrapiramidais podem aparecer devido a esses medicamentos. Estes incluem a discinesia tardia, um distúrbio do movimento de difícil tratamento (discinesia) que pode surgir após o uso prolongado de antipsicóticos. Danos no fígado e nos rins são uma possibilidade com o uso de estabilizadores de humor.
O tratamento psicológico geralmente inclui alguma combinação de educação sobre a doença, terapia de grupo e terapia cognitivo-comportamental . Crianças com TB e as suas famílias são informadas, de forma adequada à sua idade e papel familiar, sobre os diferentes aspectos do TB e o seu manejamento, incluindo as causas, sinais, sintomas e tratamentos. A terapia de grupo tem como objetivo melhorar as habilidades sociais e gerenciar os conflitos do grupo, com a representação de papéis como uma ferramenta crítica. Por fim, o treinamento cognitivo-comportamental é direcionado para que os participantes tenham uma melhor compreensão e controle sobre as suas emoções e comportamentos.

## Prognóstico
A medicação crónica é frequentemente necessária, com recaídas de indivíduos atingindo taxas superiores a 90% naqueles que não seguem as indicações de medicamentos e quase 40% naqueles que seguem os regimes de medicação em alguns estudos. Em comparação com os adultos, o início juvenil tem, em geral, um curso semelhante ou pior, embora a idade de início prediga a duração dos episódios mais do que o prognóstico. Um fator de risco para um desfecho pior é a existência de patologias adicionais (comórbidas).
Crianças com TB têm maior probabilidade de suicídio do que outras crianças.

## Epidemiologia
A prevalência do transtorno bipolar em jovens é estimada rondar os 2%.

## História
As descrições de crianças com sintomas semelhantes aos conceitos contemporâneos de mania datam desde o século XVIII. Em 1898, o histórico de um caso psiquiátrico detalhado foi publicado sobre um garoto de 13 anos que atendia aos critérios de Jean-Pierre Falret e Jules Baillarger para a folie circulaire, que é congruente com a concepção moderna do transtorno bipolar I.
Nas descrições de Emil Kraepelin sobre o TB na década de 1920, a que ele chamou de "insanidade maníaco-depressiva", ele observou a rara possibilidade de que pudesse ocorrer em crianças. Além de Kraepelin, Adolf Meyer, Karl Abraham e Melanie Klein foram alguns dos primeiros a documentar os sintomas de TB em crianças na primeira metade do século XX.  Não foi muito mencionado na literatura inglesa até a década de 1970, quando o interesse em pesquisar o assunto aumentou. Tornou-se mais aceito como um diagnóstico em crianças na década de 1980, depois do DSM-III (1980) especificar que os mesmos critérios para o diagnóstico de TB em adultos também poderiam ser aplicados em crianças.
O reconhecimento veio vinte anos depois, com estudos epidemiológicos mostrando que aproximadamente 20% dos adultos com TB já apresentava sintomas na infância ou adolescência. No entanto, o início antes dos 10 anos era considerado raro, constituindo menos de 0,5%  dos casos. Durante a segunda metade do século, o diagnóstico incorreto de esquizofrenia não era raro na população não adulta devido à coocorrência comum de psicose e mania, esse problema diminuiu com o aumento do seguimento dos critérios do DSM na última parte do século XX.